# Neuötting
Neuötting é uma cidade da Alemanha localizado no distrito de Altötting, região administrativa de Alta Baviera, estado da Baviera.

## Geografia
Neuötting localiza-se às margens do rio Inn.